# Jamie Campbell Bower

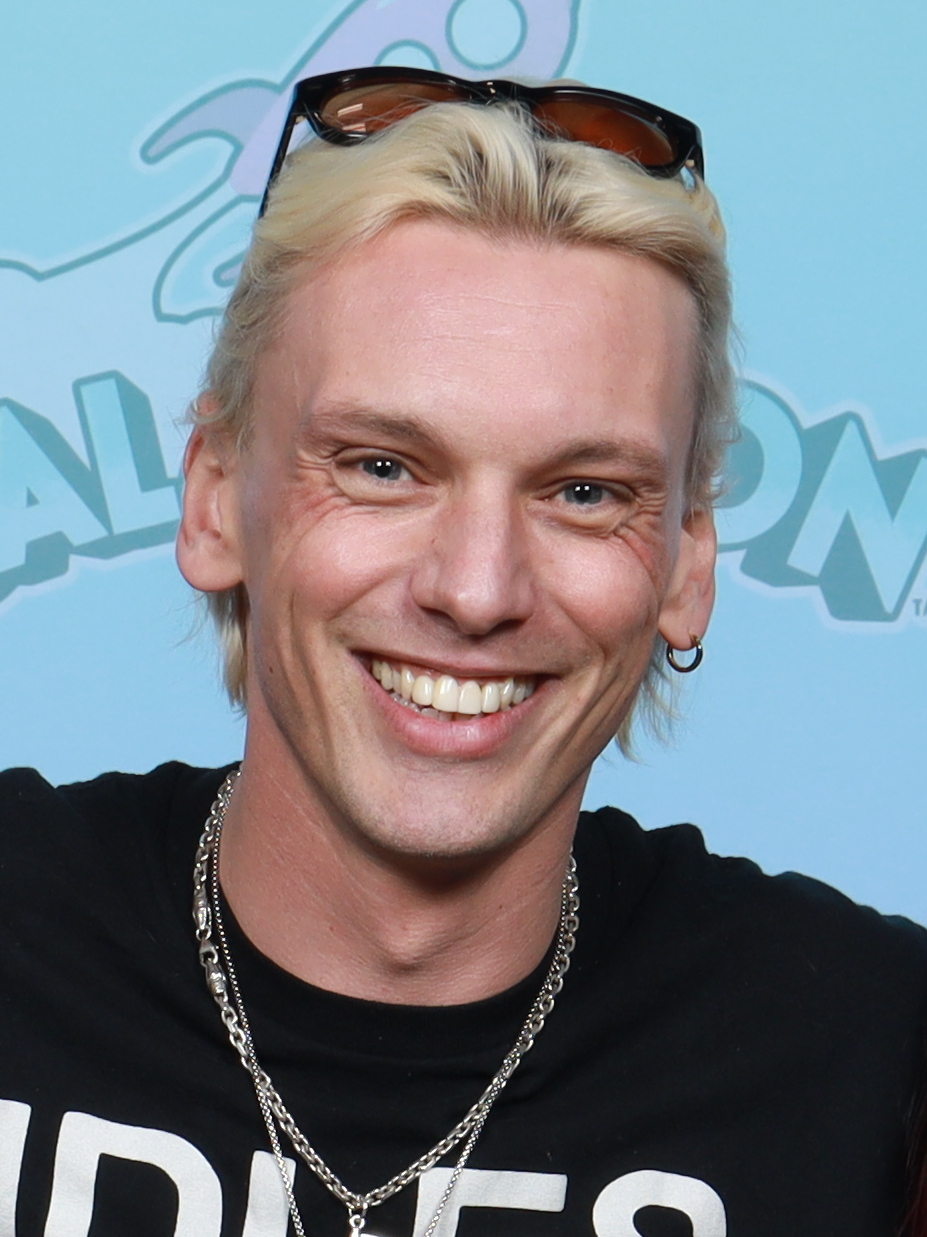
Jamie Campbell Bower (2024)

James „Jamie“ Metcalfe Campbell Bower (* 22. November 1988 in London, England) ist ein britischer Schauspieler und Sänger.
Seine bisher bekanntesten Rollen sind die des Anthony Hope in Tim Burtons Sweeney Todd, des Caius in den Twilight-Verfilmungen, des jungen Gellert Grindelwald in Harry Potter und die Heiligtümer des Todes: Teil 1 und Phantastische Tierwesen: Grindelwalds Verbrechen, des Jace Wayland in Cassandra Clares Bestsellerverfilmung Chroniken der Unterwelt – City of Bones und des Vecna/001/Henry Creel in der vierten Staffel von Stranger Things.

## Leben
Bowers Eltern sind Anne Elizabeth Roseberry und David Bower. Er wuchs in London mit seinem jüngeren Bruder Samuel auf und besuchte später die Bedales School in der Nähe von Petersfield. In dieser Zeit war er Mitglied des National Youth Music Theatre. Zu seiner professionellen Karriere wurde er von der befreundeten Laura Michelle Kelly angeregt, die ihn an ihren Agenten weiterempfahl.

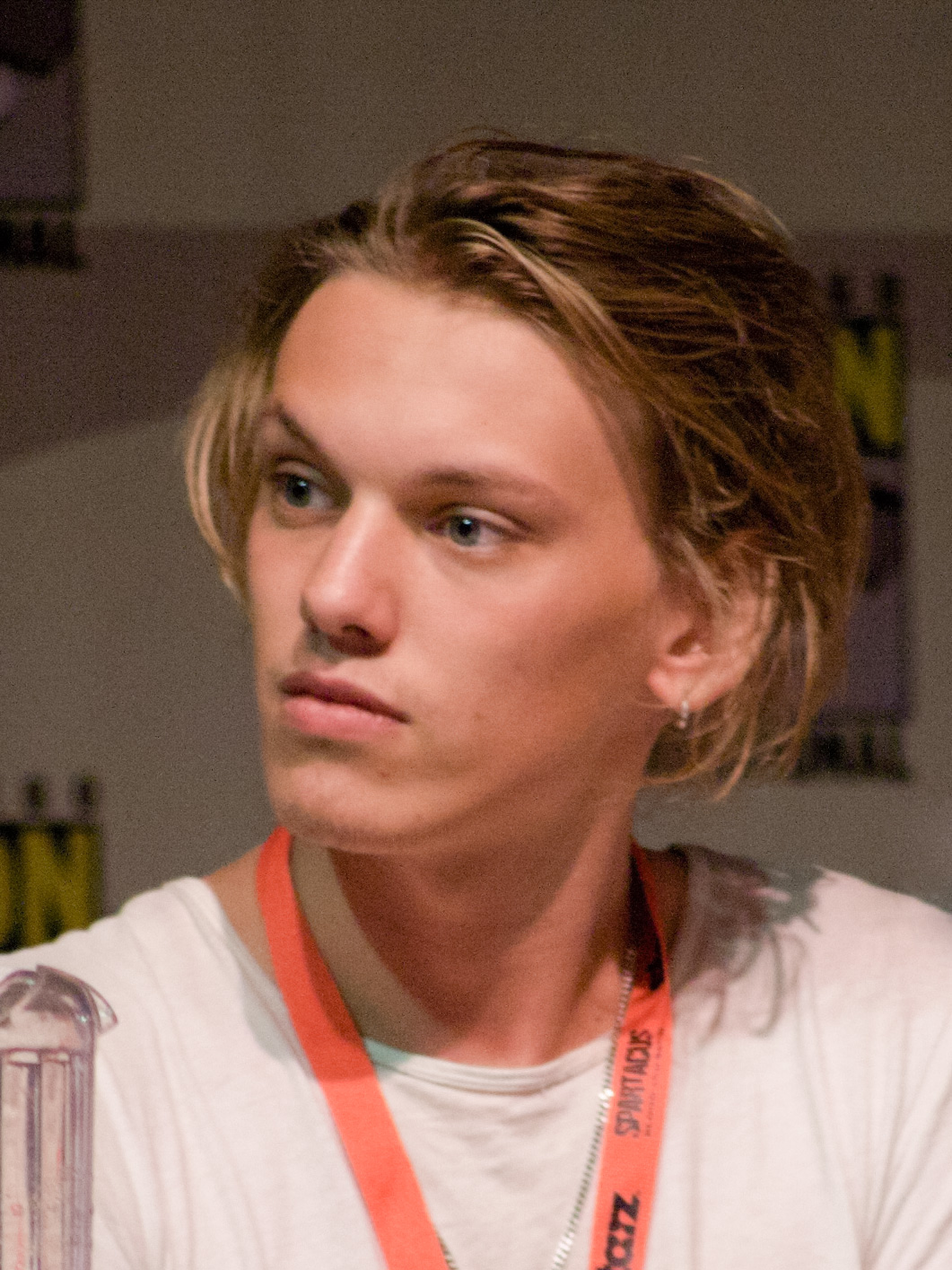
Jamie Campbell Bower (2009)

2007 spielten Kelly und er in Tim Burtons Film Sweeney Todd. In der schwarzromantischen, aber auch skurrilen Verfilmung des Broadway-Musicals Sweeney Todd von Stephen Sondheim spielte er die Rolle des Seemanns Anthony an der Seite des aus Rache mordenden Barbiers (Johnny Depp). Sweeney Todd wurde 2008 bei den Golden Globe als bester Film ausgezeichnet.
Ebenfalls 2007 übernahm Bower eine Rolle in der BBC-Fernsehfilmproduktion The Dinnerparty, dem 2008 ein Kurzauftritt als Rocker in Guy Ritchies Film Rock N Rolla folgte, der ab März 2009 in Deutschland zu sehen war. In dem Ende 2008 herausgekommenen Kinofilm Oorlogswinter, übernahm er die Rolle des Royal-Air-Force-Piloten Jack, der im letzten Winter des Zweiten Weltkriegs mit seiner Mosquito-Maschine in den besetzten Niederlanden abstürzte und mit Hilfe des 13-jährigen Michiel fliehen kann. Der Film ist auch unter dem englischen Titel Winter in Wartime bekannt und war 2009 unter anderem für den Satellite Award nominiert.
2009 spielte er im zweiten Teil der Twilight-Saga New Moon – Biss zur Mittagsstunde mit, er übernahm die Rolle des Caius, eines der drei Oberhäupter des als Königsfamilie geltenden Vampirclans der Volturi. Im gleichen Jahr wurde die Miniserie The Prisoner – Der Gefangene im US-Fernsehen ausgestrahlt, eine Neuauflage der gleichnamigen englischen Fernsehserie aus dem Jahr 1967. In dieser Serie spielte er den Sohn der Nummer 2 (Ian McKellen).

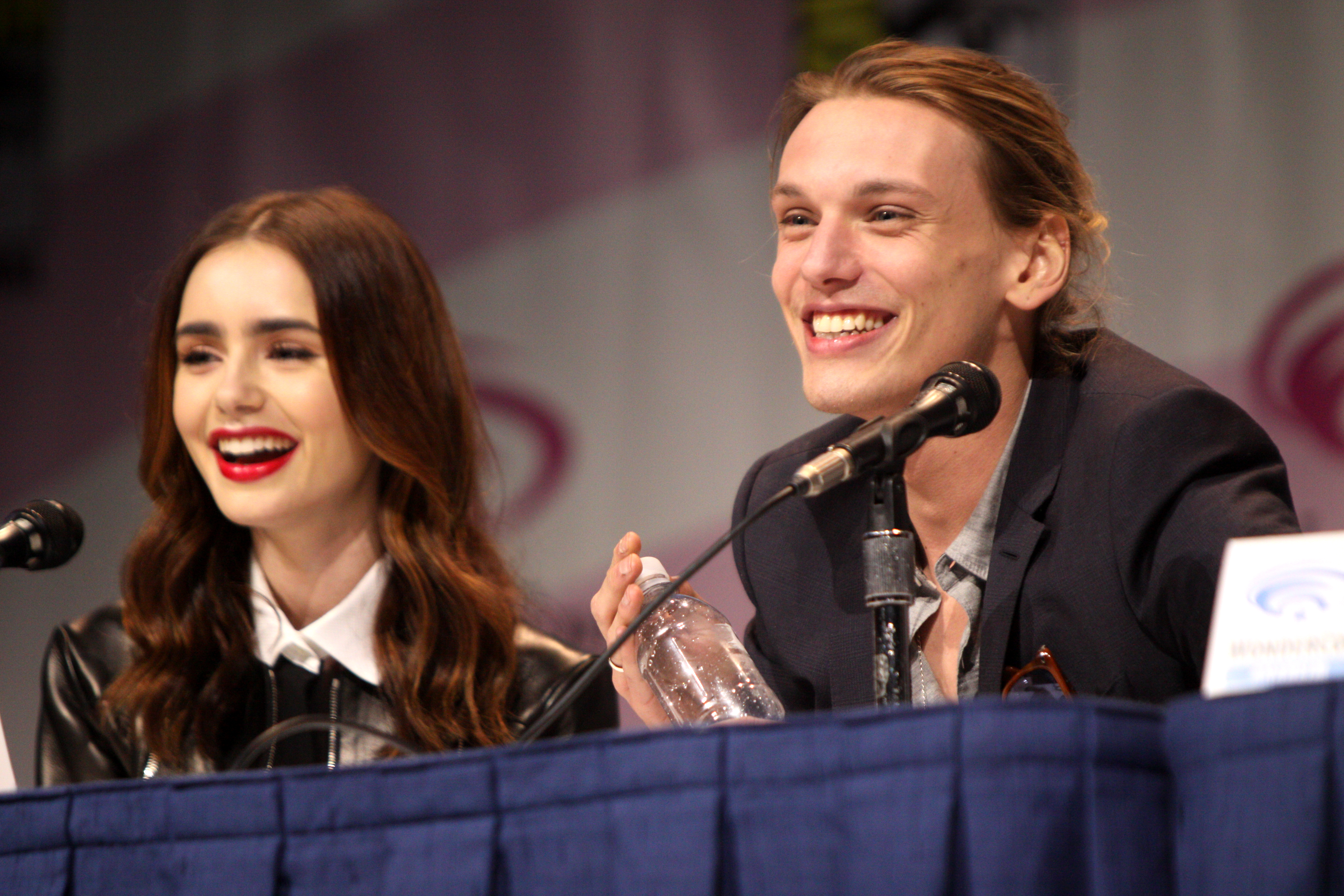
Bower mit Lily Collins bei der WonderCon (2013)

2010 spielte Campbell Bower die Rolle des jungen Gellert Grindelwald in Harry Potter und die Heiligtümer des Todes: Teil 1. Im Shakespeare-Thriller Anonymus von Roland Emmerich übernahm er die Rolle des jungen Edward de Vere, des „eigentlichen“ Urhebers der Shakespeareschen Werke. Anfang Juni 2011 wurde bekanntgegeben, dass Bower die Rolle des Jace Wayland in der 2013 erschienenen Verfilmung des Bestsellers Chroniken der Unterwelt übernommen hat.
Im Jahr 2018 übernahm Bower erneut die Rolle des jungen Gellert Grindelwald in Phantastische Tierwesen: Grindelwalds Verbrechen, dem zweiten Teil der Phantastische-Tierwesen-Filmreihe.

### Model
Neben seiner Karriere als Schauspieler betätigt sich Bower auch als Model. So stand er im März 2010 für die italienische Vogue, im Juli 2013 für die GQ und im Jahr 2018 für die Vanity Fair sowie für die Herbstkollektion 2017 und die Sommerkollektion 2018 von Hugo Boss vor der Fotokamera. Im Mai 2018 zierte sein Porträt das Cover der italienischen GQ. Im Februar 2014 war er als Laufsteg-Model für Burberry, im Januar 2015 für das Label Hogan während der Mailänder Fashionweek und im September 2016 für Dolce & Gabbana, ebenfalls während der Mailänder Fashionweek, auf dem Laufsteg zu sehen. Im Frühjahr und Herbst 2018 war er das Gesicht der Brillen-Kollektionen der italienischen Luxusmarke Fendi.

### Musik
Bower war außerdem Leadsänger, Leadgitarrist und Songwriter der von ihm im Jahr 2015 ins Leben gerufenen Punk-Band Counterfeit, in der auch sein Bruder Samuel Mitglied war. Das Video zur Debütsingle der Band, Come Get Some, wurde vom bekannten Modefotografen Rankin gedreht, mit dem Bower noch öfter zusammenarbeitete. Das erste Konzert der Band fand am 18. Dezember 2015 in London statt. Dies war gleichzeitig Start ihrer ersten Europa-Tournee, die die Band nach Deutschland, Italien und Frankreich führte, wo sie teils vor bereits ausverkauftem Haus spielte. Das Debütalbum Together We Are Stronger erschien am 27. März 2017. Im Jahr 2017 ging die Band erneut auf Europa-Tour, im Jahr 2019 auf Tour durch Europa und Nordamerika. Die Band spielte zahlreiche Auftritte auf verschiedenen Festivals im In- und Ausland. Im November 2020 gab Bower auf der offiziellen Instagram-Seite der Band, die inzwischen gelöscht wurde, die Trennung bekannt.
Er nutzte das Aus der Band, um an seinem Soloprojekt, das er unter dem Namen Jamie Bower veröffentlicht, zu arbeiten. Im Dezember 2020 sind dazu drei als „Prologue“ betitelte Akustik-Lieder erschienen, bei denen Bower selbst Klavier spielt und von Geigen begleitet wird; unter anderem der Song Paralysed, der eigentlich für Counterfeit entstanden war. Seit Mai 2022 veröffentlichte Bower mehrere Singles seines von Country, Blues, Folk und Gospel inspirierten Soloprojekts, das sich thematisch mit der Reise eines lyrischen Ichs in die neun Zirkel der Hölle wie beschrieben in Dantes Inferno aus dem Gedicht „Göttliche Komödie“ befasst: Run on, Devil in me und I Am. Der Sänger sagte dazu in Interviews, das ihn dieses Thema stark beschäftige, er aber nicht sicher ist, ob genug Material zusammenkommen wird, um ein Album dazu zu veröffentlichen.
Zusätzlich werden in unregelmäßigen Abständen immer wieder Songs veröffentlicht, die nicht zu diesem Inferno-Kosmos gehören (so unter anderem Home, The Crow, Heaven in your eyes und The Witch of Bodmin Moor).
Im April 2024 gab Bower bekannt, dass er und Drummer Kyle Adams eine gemeinsame Black-Metal-Band mit dem Namen BloodMagic gegründet haben. Kurz darauf wurde die erste Single Death / Rebirth inklusive Musikvideo veröffentlicht.

### Privatleben
Von 2009 bis 2012 war Bower mit der Schauspielerin Bonnie Wright liiert, die er am Set der Harry-Potter-Saga kennengelernt hatte. Von 2012 bis 2013 und wieder 2015 war Bower mit Lily Collins zusammen, die er bei den Dreharbeiten zu Chroniken der Unterwelt – City of Bones kennengelernt hatte, wo sie die Hauptrollen spielten. Von Anfang 2016 bis Mitte 2018 war er mit dem Model Matilda Lowther liiert.
In den deutschen Filmfassungen wird er hauptsächlich von Konrad Bösherz, vertretungsweise auch von Dirk Meyer oder Jonas Minthe synchronisiert.

## Filmografie (Auswahl)
- 2007: The Dinner Party (Fernsehfilm)
- 2007: Sweeney Todd – Der teuflische Barbier aus der Fleet Street (Sweeney Todd: The Demon Barber of Fleet Street)
- 2008: Rock N Rolla (RocknRolla)
- 2008: Mein Kriegswinter (Oorlogswinter)
- 2009: The Prisoner – Der Gefangene (The Prisoner, Fernsehsechsteiler)
- 2009: New Moon – Biss zur Mittagsstunde (The Twilight Saga: New Moon)
- 2010: Harry Potter und die Heiligtümer des Todes – Teil 1 (Harry Potter and the Deathly Hallows: Part 1)
- 2010: London Boulevard
- 2011: Camelot (Fernsehserie)
- 2011: Anonymus (Anonymous)
- 2011: Breaking Dawn – Biss zum Ende der Nacht, Teil 1 (The Twilight Saga: Breaking Dawn – Part 1)
- 2012: Breaking Dawn – Biss zum Ende der Nacht, Teil 2 (The Twilight Saga: Breaking Dawn – Part 2)
- 2013: Chroniken der Unterwelt – City of Bones (The Mortal Instruments: City Of Bones)
- 2015: Thomas & seine Freunde: Sodors Legende vom verlorenen Schatz (Thomas & Friends: Sodor’s Legend of the Lost Treasure, Stimme)
- 2016, 2020: Thomas & seine Freunde (Thomas & Friends, Fernsehserie, 6 Episoden, Stimme)
- 2017: Will (Fernsehserie, zehn Episoden)
- 2018: Phantastische Tierwesen: Grindelwalds Verbrechen (Fantastic Beasts: The Crimes of Grindelwald)
- 2019: Six Days of Sistine
- seit 2022: Stranger Things (Fernsehserie)
- 2024: Horizon: An American Saga
- 2024: Witchboard
- 2024: Emmanuelle

## Diskographie
- 2017: Together We Are Stronger